# Hameed Youssef
Hameed Youssef Al-Qallaf (10 de agosto de 1987) é um futebolista profissional kuwaitiano que atua como goleiro.

## Carreira
Hameed Youssef representou a Seleção Kuwaitiana de Futebol na Copa da Ásia de 2015.<